# Киселёв, Михаил Захарович
Михаил Захарович Киселёв (21 ноября 1900, Мещерское, Тульский уезд, Тульская область — 30 января 1991, Тамбов, Тамбовская область) — советский военачальник, командир танковых бригад во время Великой Отечественной войны, гвардии генерал-майор танковых войск.

## Биография

### Довоенный период
Родился 21 ноября 1900 года в селе Мещерское Тульского уезда Тульской губернии в многодетной крестьянской семье. Окончив 3 класса сельской школы, в возрасте 10 лет он, как его отец и братья, начал работать на Тульском патронном заводе, к 16 годам стал первоклассным слесарем-лекальщиком.
В 1921 году был Михаил Захарович был призван на военную службу, затем окончил пехотные курсы и пехотную школу в Рязани (ныне Рязанское гвардейское высшее воздушно-десантное командное училище). В 1925 году был направлен командовать взводом 250-го стрелкового полка 84-й Тульской стрелковой дивизии.
С 1926 года началась его служба в танковых войсках. М. З. Киселёв служил танкистом, а потом командиром трофейного лёгкого танка Mk.A Whippet британского производства в отдельном танковом полку в Москве (первой и единственной в то время танковой части в стране). В 1926—1927 годах он проходил обучение на курсах подготовки по бронетанковой специальности при Военной школе механической тяги в Ленинграде.
В 1929 году командир танкового взвода Киселёв принимал участие в боевых действиях во время конфликта на КВЖД на первом советском танке «Т-18» (МС-1). В дальнейшем Киселёв продолжал службу на Дальнем Востоке, в 1931 году он стал командиром учебного танкового взвода отдельной разведывательной роты Владивостокской стрелковой дивизии. В 1933 году он был назначен командиром танковой роты 3-го танкового батальона 6-й механизированной бронетанковой бригады ОКДВА.
В 1936 году М. З. Киселёв обучался на академических курсах тактико-технического усовершенствования командного состава при Военной Академии механизации и моторизации РККА в Москве. После обучения он был направлен командиром танковой роты в 10-ю тяжёлую танковую бригаду Киевского особого военного округа (КОВО). В 1938 году майор Киселёв был назначен командиром 62-го отдельного танкового батальона 10-й тяжёлой танковой бригады.

### Участие в Великой Отечественной войне
М. З. Киселёв принимал участие в Великой Отечественной войне. В начальный период войны с июня по сентябрь 1941 года командир 1-го батальона тяжёлых и средних танков 20-го танкового полка 10-й танковой дивизии Киевского особого военного округа (КОВО) майор Киселёв участвовал в боевых действиях на Западной Украине в районах городов Радехова, Тернополя, Шостки.
В январе-мае 1942 года подполковник Киселёв снова проходил обучение на академических курсах тактико-технического усовершенствования командного состава при Военной Академии механизации и моторизации РККА в Москве.
20 мая 1942 года он был назначен заместителем командира вновь созданной 180-й танковой бригады по строевой части.
В период с 12 июня 1942 года по 23 октября 1943 года М. З. Киселёв командовал 180-й танковой бригадой. В 1942 году бригада участвовала в боях за Воронеж, вела боевые действия в правобережной части на северо-западной окраине города.
В январе-феврале 1943 года 180-я танковая бригада под командованием полковника Киселёва участвовала в Воронежско-Касторненской наступательной операции, освобождала Касторное, Суджу и другие населённые пункты Курской области.
В марте 1943 года бригада вела оборонительные бои за Краснополье в Сумской области. Во время Курской битвы в период 5 −12 июля 1943 года бригада принимала участие в оборонительных боях на Белгородско-Курском направлении за шоссе Белгород-Обоянь.
С 19 декабря 1943 года служил, с 18 февраля по 9 декабря 1944 года гвардии генерал-майор М. З. Киселёв командовал 32-й гвардейской танковой бригадой, в этот период бригада участвовала в операции по разгрому Никопольского плацдарма противника, в Крымской наступательной операции, форсировала Сиваш и освобождала Крым (Джанкойский район).
С 24 декабря 1944 года по 20 февраля 1945 года М. З. Киселёв командовал 30-й гвардейской танковой бригадой. В этот период бригада в составе 2-го Белорусского фронта участвовала в крупномасштабных наступлениях в ходе Млавско-Эльбингской операции, взятии города Мариенбурга (сейчас - город Мальборк в Польше), в Восточно-Померанской операции. 20 февраля 1945 года М. З. Киселёв получил тяжёлое ранение в боях на Висле.

### Послевоенный период
После Великой Отечественной войны М. З. Киселёв продолжил службу в 31-й гвардейской Висленской танковой дивизии на Западной Украине. С 1948 года служил в Забайкальском военном округе, с 1952 года — в Дальневосточном военном округе. 8 августа 1953 года гвардии генерал-майор Киселёв был уволен в запас по болезни c правом ношения военной формы с особыми отличительными знаками на погонах.
После выхода на пенсию он поселился в городе Мичуринске Тамбовской области. Михаил Захарович построил дом, посадил яблоневый сад. Также он вёл общественную и партийную работу, активно участвовал в военно-патриотическом воспитании молодежи города Мичуринска, встречался со школьниками, с курсантами, бойцами и офицерами Советской Армии, журналистами, рассказывал о своём боевом прошлом, выступал с докладами и лекциями. М. З. Киселёв принимал участие в сборе материалов о боевых действиях 180-й танковой бригады, вёл переписку с ветеранами бригады, участвовал в работе Воронежской секции ветеранов 180-й танковой бригады.
Михаил Захарович Киселёв скончался 30 января 1991 года в Тамбове. Он был похоронен на городском кладбище Мичуринска.

## Награды
- Орден Красного Знамени (1929)[20]
- Орден Красной Звезды (04.02.1943)[20]
- Орден Суворова II степени (08.02.1943)[21]
- Орден Красного Знамени (03.11.1944)[22]
- Орден Отечественной войны I степени (23.04.1945)[23]
- Орден Ленина (05.11.1946)[20]
- Орден Отечественной войны I степени (06.04.1985)[24]